# Radio El País
Radio El País fue una cadena de radio privada española con sede en Madrid activa entre 1983 y 1987. Inicialmente creada para el área metropolitana de Madrid llegó a contar con 19 emisoras de ámbito local, que emitían las 24 horas del día todos los días de la semana en sonido estereofónico, siendo su frecuencia de cabecera el 92.4 FM y posteriormente el 105.4 FM.
Creada por el Grupo Prisa, a imagen del diario El País, debido a sus resultados de audiencia el grupo empresarial decidió su discontinuidad después de varias temporadas. Las frecuencias se integraron el 7 de agosto de 1987 inicialmente en Radio Minuto y, desde enero de 1994, en la Cadena SER bajo las marcas Radio Madrid 2 y luego Radio Madrid FM. Sus directores fueron José Manuel Costa (1983), Juan Roldán (1984) y José María Baviano (desde 1985 hasta la finalización de sus emisiones).

## Historia
La inauguración de Radio El País tuvo lugar a las 00:00h. del 14 de junio de 1983 en un acto que contó con la asistencia del alcalde de Madrid Enrique Tierno Galván. La primera canción emitida en antena fue «Power to the people» de John Lennon.
Configurada como una emisora en la que coexistían los espacios musicales, los programas generalistas y los espacios informativos en 1984 se reorientó la parrilla para primar los contenidos informativos sobre los musicales como había sucedido en su primera etapa.
En 1985, con motivo de la ordenación de frecuencias de la FM contemplada en el Plan de Ginebra de 1984, se modificó la frecuencia de emisión hasta el definitivo 105.4 y aumentó la potencia lo que mejoró la cobertura.
En mayo de 1987 se modificó la parrilla de programación para dar cabida a un formato de música y noticias, denominado El País Actualidad, que ocupaba la franja horaria de 10:00 a 22:00h. lo que supuso la eliminación de programas como Tribus urbanas, que se emitía de lunes a viernes, o Clásicos, Hecho en España, El último refugio y 60/70.Finalmente el 7 de agosto del mismo cesaron las emisiones cuando las diferentes frecuencias se integraron en Radio Minuto.

## Programación

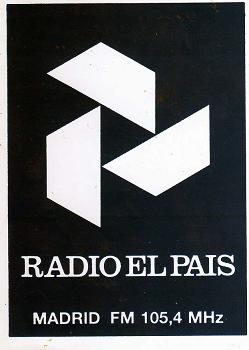
Logotipo de Radio El País con la frecuencia 105,4 FM

Entre los programas más emblemáticos figuran:
- El País hoy: emitido a medianoche y que anticipaba las noticias de la edición del día siguiente del periódico.
- Madrid me Mata: un programa matinal que repasaba la prensa en clave de humor y crítica con Moncho Alpuente[12] al que se unió Carmen Maura en la segunda temporada.[13]
- LoQueYoTeDiga: programa despertador de humor dirigido por Máximo Pradera y Carlos López-Tapia que sustituyó a Madrid me Mata en 1986.[14]
- El paraíso: espacio nocturno de perfil imaginativo y surrealista.
- Música privada: dirigido por Jorge Flo.

Entre los profesionales que convivieron en aquella emisora destacan Moncho Alpuente, Luis Fernández Fernández, Jorge Flo, José Miguel Contreras, Juan Ramón Lucas, José Ramón Pindado, Quique Túrmix, Paco Clavel, Ángel Petricca, Fernando Martín, Luis Mario Quintana, Merche Yoyoba, Sol Alonso, Ángeles Bejerano, Javier Pérez de Albéniz, Carlos Llamas, Felipe Pontón, José Ramón Rubio, Felipe Mellizo Sanz, Santiago Alcanda, Montse Fernández Villa, Patricia Godes, Julia Gil, Andrés Varela, Jesús Serrada, Ernesto Estévez, Emilio de la Peña, Jerónimo Florit, Vicente Alcalá, Manuel Rodríguez, Javier Pérez, José Luis Troyano, Almudena Belda, Igor Reyes, Ana Pécker, Pilar Rodríguez, Ignacio Sáenz de Tejada, Pedro Paniagua, Pilar Falagán, Jaime Roza, Ricardo Cantalapiedra, Alberto Bonilla, Jesús Sánchez o José Antonio Guisasola.

## Audiencia
Los últimos datos disponibles sobre Radio El País pertenecientes al Estudio General de Medios identificaban a la emisora como un medio urbano local, que ocupaba el cuarto puesto en el ranking de audiencia de la FM con 70.000 oyentes diarios, tras Radio Madrid, Antena 3 Radio y la fórmula Top 40 de Radio España. El perfil de su audiencia era un público joven, entre 20 y 35 años, de clase social media y alta. Además era una emisora con una fuerte implantación entre oyentes con nivel de instrucción de grado medio y universitario, ocupando el segundo lugar en el ranking de la radio en Madrid, tras la Onda Media de la Cadena SER.